# Alsergrund
Alsergrund ([ˈalzɐˌɡʀʊnt]ⓘ) – dziewiąta dzielnica Wiednia. Położona jest w północnej części centrum miasta. W roku 2010 zamieszkiwało ją 39 691 mieszkańców.